# Мухаммад ібн Абдраррахман
Мухаммад ібн Абдраррахман (Мохамед бен Абдер-Рахман) (д/н — 1502) — султан Агадесу в 1494—1502 роках. Відомий також як Мухаммад II Талзі-Танат.

## Життєпис
Син сестри султана Ібрагіма Мухаммада Сатаффана, після смерті якого 1494 року посів трон. Зміцнив владу султана. Продовжив військові походи проти міста-держави Такедда, яке захопив й сплюндрував наприкінці 1490-х років.
Водночас усіляко зміцнював міста та поселення султанату. Вже у 1494 році за свідченням Аскії Мохаммада I, що повертався після хаджу з Мекки, навколо Агадесу існувала потужна стіна. 1500 року військо Сонгаї вдерлося до Агадесу, внаслідок чого султан Мухаммад вимушений був визнати зверхність останньої. відповідно до свідчень Лева африканського повинен був платити щорічну данину у 150 тис. дукатів, що свідчить про чималі статки султана Агадесу.
Втім цим виявилися невдоволені шейхі племен. В результаті 1502 року султана було повалено. До влади прийшли його небіж Мухаммад аль-Аділ і Мухаммад Хаммад.